# 居延海沙地
居延海沙地位于内蒙古西北部阿拉善盟。居延海沙地面积近1万平方千米，附近原来有黑河（古称弱水，下游流入内蒙古后称为额济纳河）注入的居延海。由于沿途过度截取，使得流入居延海的河水越来越少，居延海于1992完全干枯，附近地区严重沙化。沙化的居延海地区成为严重影响北京等地的沙尘暴的重要策源地。
2000年起，国务院授权水利部黄河水利委员会设立黑河流域管理局，对黑河流域统一管理，逐步采取措施恢复居延海生态环境。从2000年起，每年通过“全线闭口，集中下泄”向下游多次调水。由于2002年、2003年黑河流域发生洪水，调水过程比较顺利。据管理局通报，随着河水逐年推进，2002年7月17日，首次流入东居延海；2003年9月24日，首次流入干涸42年的西居延海；2005年7月调水后，居延海自92年以来首次实现全年不乾涸。目前该地区生态有好转趋向。